# Paul Ackford
Pas d'image ? Cliquez ici

a Compétitions nationales et continentales officielles uniquement.

b Matchs officiels uniquement.
Paul John Ackford, est né le 26 février 1958 à Hanovre (Allemagne). C’est un joueur de rugby à XV, qui a joué avec l'équipe d'Angleterre de 1988 à 1991 et avec le club de Harlequins, évoluant au poste de deuxième ligne.

## Carrière
Il a eu sa première cape internationale le 5 novembre 1988, à l’occasion d’un match contre l'équipe d'Australie. 
Paul Ackford participe au Tournoi des Cinq Nations de 1989 à 1991.
Car il ne connaît le haut de l'affiche qu'à 30 ans quand il rejoint en 1988 les Harlequins, et la police.
Il forme alors une paire redoutable avec Wade Dooley, épine dorsale redoutable d'une machine à gagner mise en place autour de Will Carling.
Ainsi il participe à la tournée des Lions britanniques en 1989 en Australie et il dispute les trois tests.
Il subit un KO mémorable par Federico Mendez en 1990, qui vaut un carton rouge à l'argentin. 
Il gagne le grand chelem en 1991 et il dispute la Coupe du monde 1991 (6 matchs). 

## Palmarès
- 22 sélections avec l'équipe d'Angleterre
- Sélections par année : 1 en 1988, 6 en 1989, 5 en 1990, 10 en 1991
- Tournois des Cinq Nations disputés : 1989, 1990 et 1991
- A remporté le Grand Chelem en 1991
- Finaliste de la Coupe du monde 1991.